# Funkstation Togblekovhe

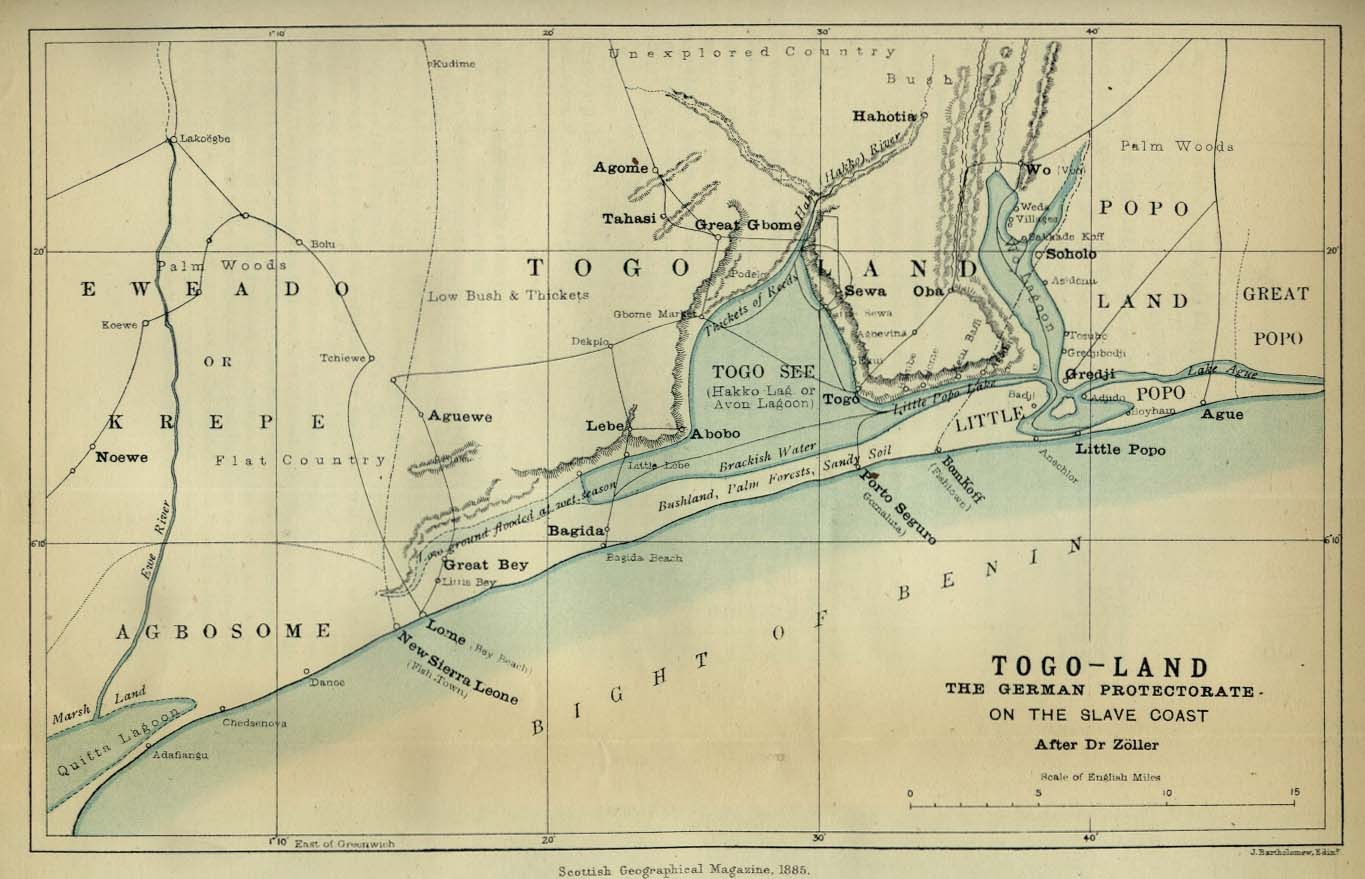
Küstenregion um die Funkstation Togblekovhe

Die Funkstation Togblekovhe war eine Sende- und Empfangsanlage für drahtlose Telegrafie (Löschfunkensender) in der deutschen Kolonie Togo im Verwaltungsbezirk Lome-Land.
Die Station wurde im Auftrag des Deutschen Kaiserreiches durch das deutsche Unternehmen Telefunken in den Jahren 1913 und 1914 errichtet. Der Standort befand sich nahe dem Ort Togblekovhe, etwa 16 km nördlich von Lomé. In der Nähe verlief die Eisenbahnlinie Lomé-Atakpamé (Hinterlandbahn), die am Streckenkilometer 17 ebenfalls eine Station namens Togblekovhe besaß. Die Station fungierte als kleinere Küstenfunkstelle der Großfunkstation Kamina, die sich bei Atakpamé im Landesinneren Togos befand.

## Lage

Nachrichtennetz in der Kolonie Togoland um 1914

Togblekovhe (heute: Togblé Kopé) lag im Hinterland der Hafenstadt Lomé. Dies hatte vorwiegend militärische Gründe: Nach Maßgabe der Reichweite damaliger Schiffsgeschütze wurden die gut 16 Kilometer messende Entfernung von der Küste als Sicherung vor Artilleriebeschuss einkalkuliert. Diese Sicherheit erschien anfangs umso notwendiger, als eine Großfunkstelle in der deutschen Kolonie Kamerun geplant war, worüber Togblekovhe im Kriegsfall den Kontakt Togos mit Deutschland hergestellt hätte. Letztlich wurde aber nur im nördlich gelegenen Kamina eine transkontinentale Station errichtet.

## Bau
Das Gouvernement von Togo stellte ein Gelände von etwa 400 Metern Durchmesser zur Verfügung und verpflichtete sich zur „Überstellung“ (oftmals Zwangsrekrutierung) afrikanischer Arbeitskräfte. Zudem übernahm es die Beaufsichtigung des Baus, die Abnahme der Gebäude und gewährleistete die zollfreie Einfuhr der Baumaterialien und Apparate. Der funktechnische Aufbau der Station erfolgte durch jeweils einen Ingenieur und Monteur der Firma Telefunken, die am 25. September 1913 aus Hamburg abreisten. Die Übergabe der Station war ursprünglich auf den 15. März 1914 terminiert, was aber aufgrund schwerer Krankheit beider Bauleute mit vorzeitiger Rückreise des Ingenieurs nicht eingehalten wurde. Aushilfsweise wurde auf Personal der Funkstation Kamina zurückgegriffen.

## Betrieb
Am 20. März 1914 begann der Probebetrieb. Nach der Abnahme der Station durch den leitenden Beamten der Reichspostverwaltung in Lomé, Postinspekteur Laage, erfolgte die Übergabe am 12. April 1914. Der offizielle Beginn des Funkdienstes mit Schiffen auf See fiel auf den 11. Mai 1914.
Die Station hatte das amtliche Rufzeichen KBL. Die Reichweite betrug etwa 1.100 bis 1.500 Kilometer. Es wurde auf Wellenlängen von 300, 600, 1.400, 1.800 und 2.500 Meter (120 bis 1000 kHz) gesendet. Die Dienststunden lagen zwischen 7 und 10 Uhr sowie 18 und 21 Uhr GMT. Ein Funkspruch von 10 Wörtern kostete 6,50 Mark.

## Ende der Station
Beim Beginn des Ersten Weltkriegs in Togo, Anfang August 1914, zogen sich die deutschen Kolonisten von Lomé aus eilig ins Landesinnere zurück. In Anbetracht der maritimen und militärischen Bedeutung der Station wurde nachträglich ein deutsches Kommando zurückbefohlen, um die Funkstelle nicht in Feindeshand fallen zu lassen. Das Kommando traf per Eisenbahn Atakpamé-Lomé am 11. August 1914 bei Togblekovhe ein und machte die Station vor dem endgültigen Rückzug unbrauchbar.